# Алмазово (усадьба)
Усадьба «Алмазово» — бывшая дворянская усадьба середины XVIII века. Усадьба расположена на территории одноимённой деревни в городском округе Щёлково Московской области, в 4 километрах к юго-востоку от Медвежьих Озёр.

## История усадьбы
Местность, на которой позднее была возведена усадьба, была известна как Ошитково и определялась пустошью в писцовых книгах рубежа XVI—XVII веков. Первыми владельцами этой земли стали Елизаровы, которую им пожаловал царь Михаил Фёдорович. В 1707 году местность перешла в собственность зятя Елизаровых, дворянина Семёна Ерофеевича Алмазова, при котором здесь была возведена первая деревянная церковь в честь Сергия Радонежского, по которой и само селение стало зваться Сергиевским. В 1730-х годах деревянная церковь была заменена на каменную уже при сыне Семёна Ерофеевича — Иване. В 1753 году имение приобретает крупный землевладелец и промышленник Никита Акинфиевич Демидов.

## Усадьба в наши дни
В наши дни от всего комплекса усадьбы сохранилось лишь несколько зданий: главный дом и два флигеля, а также восстановленный храм. Ныне здесь расположилась Алмазовская специальная (коррекционная) школа-интернат, ведущая своё начало с советского периода. От системы прудов и сети каналов, а также парковых насаждений мало что осталось, местность заболоченная и не представляет возможности для безопасных прогулок.